# Planolas
Planolas (oficialmente y en catalán Planoles) es un municipio de Cataluña, España. Pertenece a la provincia de Gerona, en la comarca del Ripollés, situado en el valle del Rigard, al O. de Ribas de Freser. Incluye la población de Planés.

## Geografía
Integrado en la comarca de Ripollés, se sitúa a 106 kilómetros de la capital provincial. El término municipal está atravesado por la carretera nacional N-260, entre los pK 136 y 139, y por una carretera local que conecta con el municipio de Toses. 
| Noroeste: Francia         | Norte: Queralbs | Nordeste: Queralbs                |
| Oeste: Toses              |                 | Este: Ribes de Freser y Campelles |
| Suroeste: Toses y Gombrèn | Sur: Gombrèn    | Sureste: Campelles                |

El relieve del municipio es montañoso, al formar parte de los Pirineos. El curso fluvial principal es el río Rigard, en el que desaguan numerosos torrentes de las altas montañas. Los picos más importantes son Puig de Dòrria (2547 m), en la frontera francesa, el pico Piedra Picada (2056 m), en el límite con Toses y Gombrèn, formando parte de la sierra de Montgrony, y el pico Barracas (1948 m) al norte, en la sierra de Estremera, limitando con Queralbs. La altitud oscila por tanto entre los 2547 m al noroeste (Puig de Dòrria) y los 1000 m a orillas del río Rigard. El pueblo se alza a 1136 m sobre el nivek delk mar

## Demografía
Planolas cuenta con una población de 306 habitantes (INE 2024).
| Gráfica de evolución demográfica de Planolas entre 1842 y 2021                                                      |
| |
| Población de derecho según los censos de población del INE Población de hecho según los censos de población del INE |